# Pergola

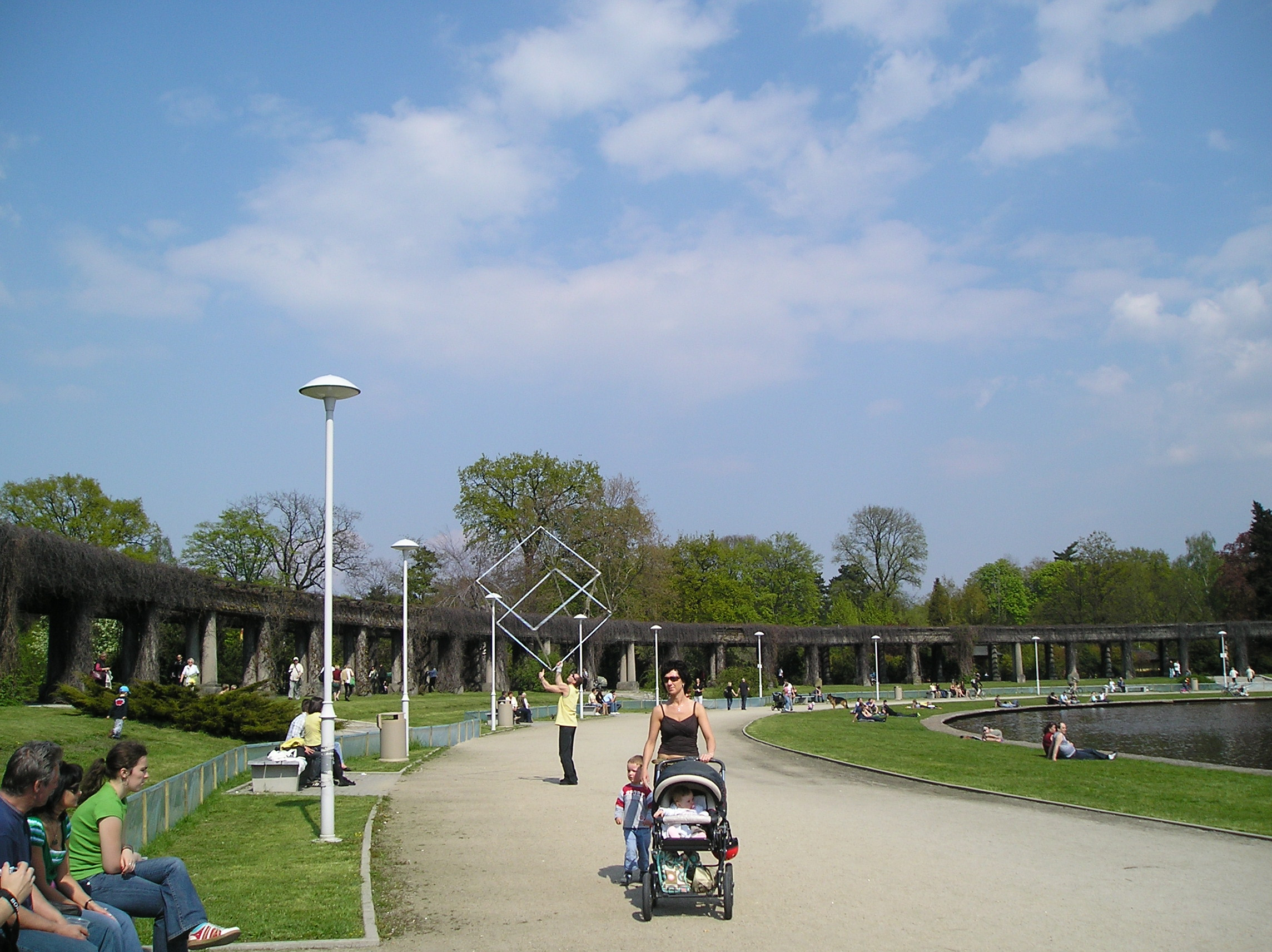
Pergola we Wrocławiu

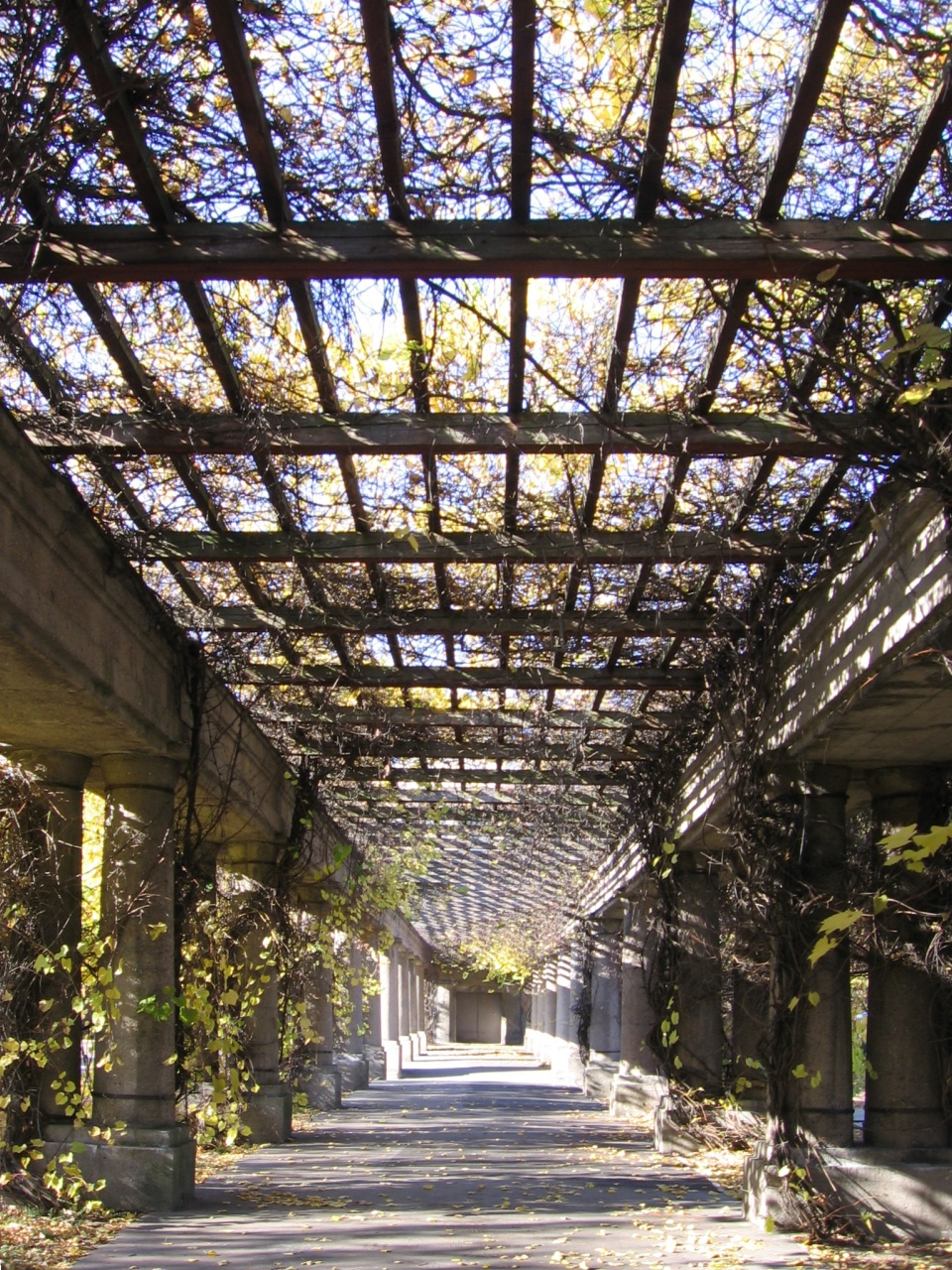
Wnętrze pergoli we Wrocławiu

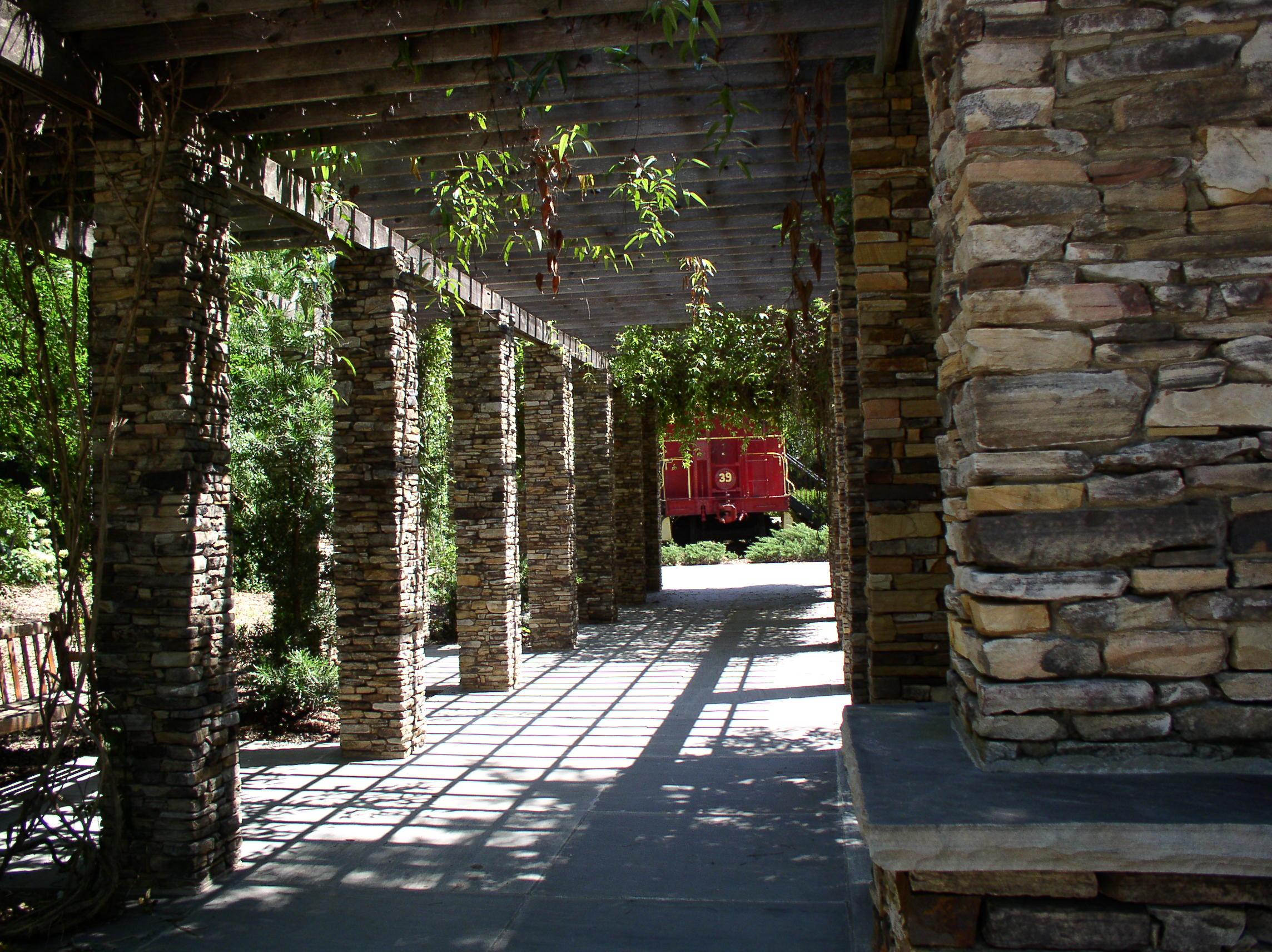
Pergola w ogrodzie botanicznym Karoliny Południowej (USA)

Pergola – budowla ogrodowa w postaci zacienionej alei lub element budynku w architekturze. Składa się z dwóch rzędów podpór (słupków) i ułożonej na nich lekkiej kratownicy lub układu belek podtrzymujących rośliny, najczęściej pnące. 
Pergolę stosowano w architekturze ogrodowej od czasów średniowiecza. W zależności od poszczególnych epok architektonicznych budowla przybierała różne formy – od lekkiej, niewyszukanej, drewnianej konstrukcji do masywnych, marmurowych kolumn (np. żelbetowa pergola we Wrocławiu w Parku Szczytnickim). 
Pergola stosowana była w architekturze modernistycznej w Europie i Stanach Zjednoczonych przed i po II wojnie światowej głównie w awangardowych budynkach mieszkalnych i hotelach. Pergole instalowano m.in. na tarasach dachowych w postaci żelbetowych elementów na cienkich metalowych wspornikach. 
Funkcje pergoli w architekturze modernistycznej:
- zacienienie tarasu na dachu
- podpora dla roślin
- nadanie wizualnej lekkości budynkowi, integracja budynku z niebem (pergola była elementem awangardowym świadczącym o wysokiej jakości architektury danego budynku)
- nośnik dodatkowego oświetlenia elektrycznego
- wspornik dla dodatkowych materiałów osłonowych np. plandeki przeciwdeszczowej